# Louis del Rio

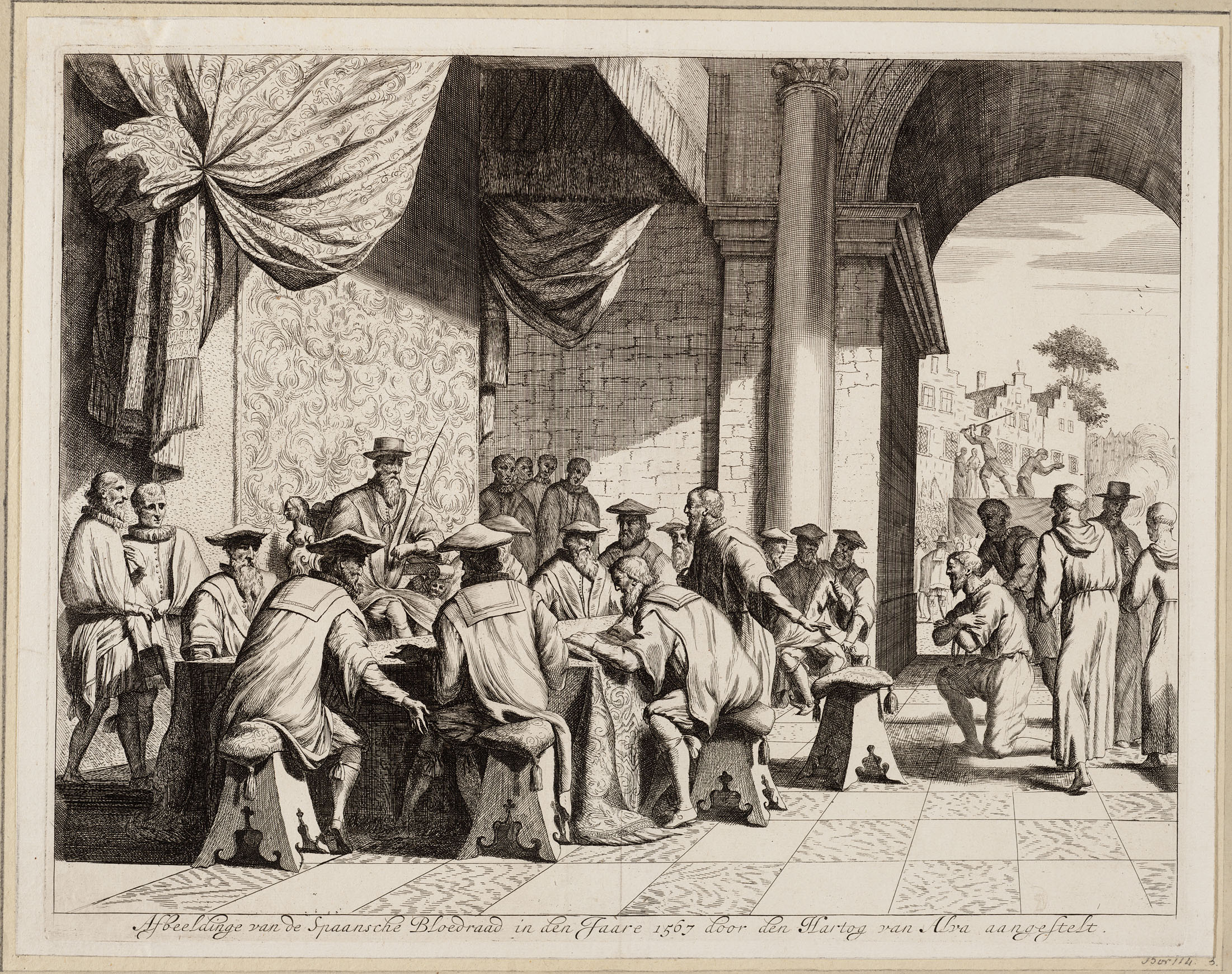
Le Conseil des troubles (Jan Luyken (1649–1712))

Louis del Rio ou Luis del Río ( Bruges, 1537 – Bouge, 31 juillet 1578 ) était juge au Conseil des Troubles. Il était également membre du Conseil privé  et un des proches collaborateurs du duc d'Albe. La population le surnommera Lodewijck van den Bloede (Louis le Sanguinaire).

## Biographie
Louis del Rio a étudié le droit à l'Université de Louvain. En 1566, alors qu'il enseignait à l'Université de Paris, il fut appelé à la cour d'Espagne. 
Au bout d'un an, le roi Philippe II l’assigne au service du duc d’Albe qui est chargé d’aller aux Pays-Bas espagnols pour y rétablir l’ordre. Le 22 août 1567, ils arrivent à Bruxelles où le duc d’Albe établit un tribunal d’exception chargé de la répression, le Conseil des Troubles. Parmi les juges, seuls del Rio, et Juan de Vargas ont un droit de vote. Alors que del Rio fait principalement tout le travail de fond, Juan de Vargas prend la tête du tribunal dans la pratique. Un troisième juge espagnol les rejoindra en 1571 et obtiendra un droit de vote, Jerónimo de Roda (nl). Del Rio est le seul des trois juges avec droit de vote à parler couramment le français, le flamand, l'espagnol et le latin. Del Rio a interrogé de nombreux grands seigneurs parmi lesquels  les comtes d’Egmont et de Hornes et Antoine Van Stralen qui fut plusieurs fois bourgmestre d'Anvers. Il devient membre du Conseil privé. C'était la récompense d'une fidélité inconditionnelle au duc d’Albe.
Après le rappel du duc d'Albe à la fin de 1573, les choses sont devenues beaucoup plus difficiles pour del Rio. Le gouverneur Requesens le décrit comme quelqu'un qui connaissait très bien la politique du pays, mais qui n'osait exprimer une opinion personnelle. Del Rio reste fidèle au duc d’Albe et le tient au courant de l’évolution politique aux Pays-Bas. Peu à peu, il perd de son influence politique. Il était toujours autorisé à participer au Conseil privé, mais en raison de son passé critiqué, il n'en est plus un membre officiel.
Le 4 septembre 1576, les États du Brabant décident de l’arrestation des membres du Conseil d’État. Bien qu’il n’en fasse pas partie, del Rio est également arrêté. Il est transféré au château de Vilvorde. Le 30 janvier 1577, il est envoyé chez Guillaume d'Orange pour être interrogé. Il se présentera alors comme un exécuteur obéissant aux ordres qu'il recevait de Madrid. Après l'Édit perpétuel de 1577, il est libéré.
Privé de ses biens par des confiscations, del Rio se met au service du nouveau gouverneur don Juan d'Autriche à Bruxelles, qu’il servira fidèlement. Aux yeux de don Juan, il est un collaborateur extrêmement compétent et fort utile du fait de ses connaissances linguistiques. Del Rio retrouve sa place au sein du Conseil privé le 2 juillet 1577. Douze mois plus tard, del Rio meurt dans le camp de Bouge d'une épidémie qui emportera don Juan d’Autriche peu après.

## Famille
Louis del Rio est né à Bruges dans une famille d'origine espagnole. Son père Francisco del Río, un noble de Ségovie, avait émigré avec sa famille et s'était installé à Bruges avec Madeleine de la Torre, sa seconde épouse. Francisco del Rio avait épousé Catherine del Castillo en premières noces.
En 1569, Louis del Rio a épousé Wilhelmine van Bronckhorst (nl). Elle était issue d'une vieille famille de la noblesse néerlandaise. Ils eurent au moins deux enfants, Pedro del Rio, qui deviendra seigneur de Esschenbeke, et Maria del Rio, qui deviendra comtesse d'Hautreppe.
Louis del Rio est mentionné dans la chronique de son neveu Martín Antonio del Río, jésuite et humaniste.